# Bayamo
Bayamo est une ville et municipalité de Cuba, capitale de la province de Granma. Sa population s'élevait à 147 563 habitants en 2010.

## Géographie

### Situation
Bayamo est située dans le sud-est de l'île de Cuba, au pied du versant nord de la Sierra Maestra. Elle se trouve à 665 km — 765 km par la route — au sud-est de La Havane et à 94 km — 108 km par la route — au nord-ouest de Santiago de Cuba, la principale ville du sud de l'île,.

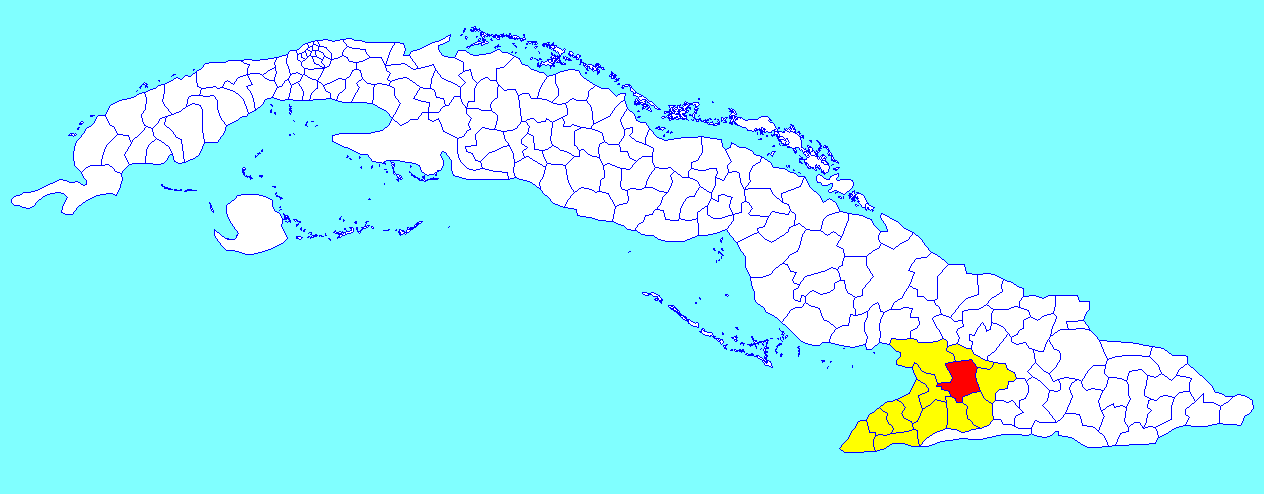
Municipalité de Bayamo dans la province de Granma

### Divisions administratives
Bayamo a 22 consejos populares, dont 7 urbains et 15 ruraux.
Les 7 consejos populares urbains
- Francisco V. Aguilera
- Siboney
- El Valle
- Rosa la Bayamesa
- Camilo Cienfuegos
- San Juan el Cristo
- Jesús Menéndez

Les 15 consejos populares ruraux
- Guasimilla
- Molino Rojo
- Santa María
- Las Mangas
- Pompita, Mabay
- Julia
- Entronque de Bueycito
- Barranca
- William Soler
- El Dátil
- El Almirante
- El Horno
- Las Tamaras
- Aeropuerto Viejo

## Histoire
La fondation de Bayamo remonte au 5 novembre 1513 ; elle est la deuxième des sept villes fondées à Cuba par Diego Velázquez de Cuéllar. Francisco Iznaga, un riche propriétaire terrien d'origine basque, venu de l'ouest de Cuba, en fut élu maire en 1540. Pendant une bonne partie du XVIe siècle, c'était l'un des plus importants centres agricoles et commerciaux de l'île. Sa situation, à bonne distance de la côte, lui assura une relative sécurité contre les pirates qui infestaient les mers des Antilles, et les malheurs de Santiago firent la fortune de Bayamo. Grâce au rio Cauto et au port de Manzanillo, Bayamo était au centre d'un florissant commerce de contrebande, qui en fit au début du XVIIe siècle une des villes les plus actives de Cuba. En 1616, une inondation exceptionnelle obstrua le rio Cauto et coupa l'accès direct à la mer. Cependant, grâce à Manzanillo, Bayamo put maintenir un important trafic avec Curaçao, la Jamaïque et d'autres îles au cours des XVIIe et XVIIIe siècles. Bayamo était alors entourée de belles plantations. En 1827, Bayamo reçut le statut de ville. Pendant la guerre des Dix Ans (1868-1878), elle fut un bastion des insurgés. À proximité eut lieu l'un des affrontements les plus désespérés de la guerre. Bayamo fut presque entièrement détruite par ces combats.

## Population
Population de la ville de Bayamo d'après les données des recensements les estimations de la population au 31 décembre 2006, 2007 et 2008 :
| 1907  | 1943   | 1953   | 1970   | 1981    | 2002    | 2006    | 2007    | 2008    | 2010    | 2022    |
| ----- | ------ | ------ | ------ | ------- | ------- | ------- | ------- | ------- | ------- | ------- |
| 4 102 | 16 161 | 26 098 | 71 484 | 100 622 | 144 664 | 146 599 | 147 278 | 147 458 | 147 563 | 236 826 |

## Personnalités nées à Bayamo
- Manuel del Socorro Rodríguez (1758-1819), journaliste
- Pedro Figueredo (1818-1870) : poète et musicien, compositeur de l'hymne national cubain
- Carlos Manuel de Céspedes (1819-1874) : révolutionnaire et homme d'État
- José Fornaris (1827-1890), poète
- Tomás Estrada Palma (1832-1908) : premier président de la république de Cuba
- Onaney Muñiz (1937-2002), botaniste
- Pablo Milanés (1943-2022) : compositeur, guitariste et chanteur
- Rolando Uríos, (1971-), joueur de handball